# Hysteropterum nevadense
Hysteropterum nevadense är en insektsart som beskrevs av Rauno E. Linnavuori 1957. Hysteropterum nevadense ingår i släktet Hysteropterum och familjen sköldstritar.
Artens utbredningsområde är Spanien. Inga underarter finns listade i Catalogue of Life.